# Eine zweite Chance
Eine zweite Chance (Originaltitel: Hope Floats) ist ein Filmdrama aus dem Jahr 1998 von Regisseur Forest Whitaker. Die Hauptrollen spielten Sandra Bullock und Harry Connick Jr.

## Handlung
Die in Chicago lebende Birdee Pruitt wird während einer Talkshow im Fernsehen öffentlich gedemütigt, als ihre beste Freundin ihr vor laufender Kamera erklärt, eine Affäre mit ihrem Ehemann Bill zu haben.
Birdee fährt daraufhin mit ihrer Tochter Bernice in die Kleinstadt Smithville in Texas, wo sie aufgewachsen ist. Dort wohnt sie bei ihrer Mutter Ramona Calvert, die auch den minderjährigen Sohn von Birdees Schwester beherbergt, da diese zur Zeit beruflich in Hollywood ist.
Birdee trifft ihren früheren Schulkollegen Justin Matisse, dessen Annäherungsversuche sie zunächst abwehrt. Sie bekommt einen Job in einem Fotolabor. Sie trifft sich mit Justin, verhält sich aber ihm gegenüber noch zurückhaltend und wehrt sich gegen die Verkuppelungsversuche ihrer Mutter. Doch dann kommen sie und Justin einander näher. Als Ramona stirbt, kommt Bill zur Beerdigung. Er erklärt Birdee, dass er die Scheidung von ihr will, um sich mit seiner jetzigen Partnerin eine neue Zukunft aufzubauen. Sehr zur Enttäuschung der kleinen Tochter Bernice, die überzeugt war, dass ihr Daddy sie mitnehmen wird, reist er nach Chicago zurück. Doch Birdee gelingt es, Bernice zu trösten, da sie beide ein starkes Team seien. Birdee und Justin werden ein Paar.
So geht es in dem Film aber nicht nur um eine Liebesgeschichte unter Erwachsenen, sondern auch um Trennung, Tod, Verlassensein, Einsamkeit, Arbeitslosigkeit – der Zusammenfall der Ideale in den realen Lebenswegen bildet klare Handlungsstränge.
Daneben existiert auch die Lebenswelt der Kinder, die zwischen den Dramen und Höhenflügen der Erwachsenen ihren Platz und ihre eigenen Wahrheiten finden müssen.

## Kritiken
- Günter H. Jekubzik schrieb auf filmtabs.de: „Die weitgehend anspruchslose romantische Tragödie mit Happy End hat in den USA längst einen Genrenamen – wir sollten sie als Kleenex- und Küchen-Kitsch bezeichnen. Die drei „K’s“ bezeichnen den geringen Emanzipationsanspruch in diesen Frauenfilmen. Wichtiger als Frauenrechte sind hier Frauentränen, die bringen mehr verkaufte Kinokarten. Gena Rowlands scheint sich auf dieses Genre spezialisiert zu haben: In „Power of Love“ kümmerte sie sich um Julia Roberts, in „Ein Licht in meinem Herzen“ um die ebenfalls verlassene Marisa Tomei.“[1]

## Auszeichnungen
- Cameron Finley und Mae Whitman wurden 1998 für den YoungStar Award nominiert.
- Cameron Finley wurde 1999 für den Young Artist Award nominiert, den Mae Whitman gewann.
- Gena Rowlands und Sandra Bullock gewannen 1999 den Lone Star Film & Television Award.
- Gena Rowlands und Harry Connick Jr. wurden 1999 für den Blockbuster Entertainment Award nominiert.
- Forest Whitaker wurde 1999 für den Acapulco Black Film Festival Award nominiert.
- Der Song All I Get wurde 1999 für den ALMA Award nominiert.